# Essonne (rivière)
Pour les articles homonymes, voir Essonne.
L’Essonne (prononcé [e.sɔn] ) est une rivière française, affluent de la rive gauche de la Seine, dont le cours traverse les trois départements du Loiret, de Seine-et-Marne et de l’Essonne, dans les régions Île-de-France et Centre-Val de Loire.

## Étymologie
Les premières mentions de la rivière Essonne sont  Exona ou Axonia au VIe siècle ; Essiona, en 1113. Voir aussi Aisne.
Son nom viendrait d'Acionna, déesse des rivières dont le culte est attesté à Orléans (Genabum) pendant la période gallo-romaine. Acionna serait également l'origine du cours supérieur de l'Essonne, que l'on appelle aujourd'hui l'Œuf.

## Géographie
Longue de 101,1 km, l'Essonne se forme dans le plateau du Gâtinais, sur la limite entre La Neuville-sur-Essonne et Aulnay-la-Rivière par la confluence de deux rivières, l'Œuf, qui prend sa source près de Chilleurs-aux-Bois (Loiret) à 130 m d’altitude et la Rimarde, qui prend sa source près de Nibelle (Loiret) aux alentours du belvédère des Caillettes (170 m d’altitude). Elle arrose notamment Le Malesherbois, La Ferté-Alais et Corbeil-Essonnes où elle se jette dans la Seine.
Les voies du RER D longent la vallée de l'Essonne de Corbeil-Essonnes jusqu'à son terminus de Malesherbes.
Une partie du bassin versant de l'Essonne, ainsi que de son cours entre Malesherbes et La Ferté-Alais, fait partie du parc naturel régional du Gâtinais français.

## Communes traversées

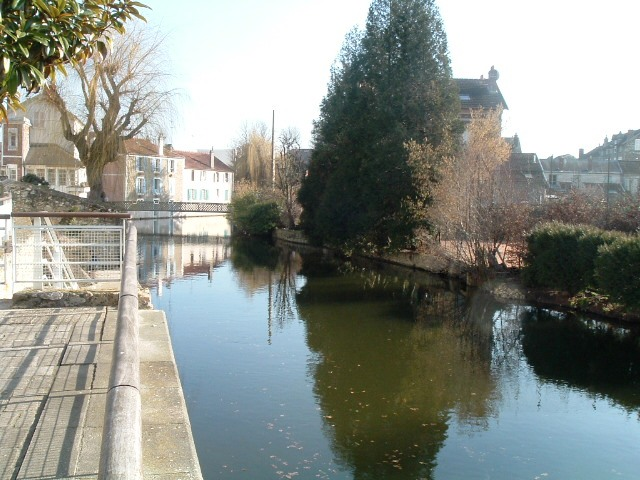
L'Essonne à Corbeil-Essonnes.

Dans le Loiret
La Neuville-sur-Essonne ~ Aulnay-la-Rivière ~ Ondreville-sur-Essonne  ~ Puiseaux (hameau du Pont) ~ Briarres-sur-Essonne ~  Dimancheville ~ Orville ~ Augerville-la-Rivière
En Seine-et-Marne
Boulancourt ~ Buthiers
Dans le Loiret
Le Malesherbois ~ Augerville-la-Riviere
En Seine-et-Marne
Nanteau-sur-Essonne
Dans l'Essonne
Boigneville ~ Prunay-sur-Essonne ~ Buno-Bonnevaux ~ Gironville-sur-Essonne ~ Maisse ~ Courdimanche-sur-Essonne ~ Boutigny-sur-Essonne ~ Vayres-sur-Essonne ~ Guigneville-sur-Essonne ~ D'Huison-Longueville ~ La Ferté-Alais ~ Cerny ~ Baulne ~ Itteville ~ Ballancourt-sur-Essonne ~ Vert-le-Petit ~ Fontenay-le-Vicomte ~ Écharcon ~ Mennecy ~ Lisses ~ Ormoy ~ Villabé ~ Corbeil-Essonnes

## Affluents
Elle a pour affluent notable la Juine (longueur 55 km, affluent de rive gauche). Les autres affluents sont des ruisseaux de faible longueur : la Velvette, le ru de D’Huison, le ru de Misery en rive gauche, le ru de Boigny, le ru de Ballancourt et le ru des Reignault en rive droite
- Œuf ;
- Rimarde ;
- Juine.

## Hydrologie

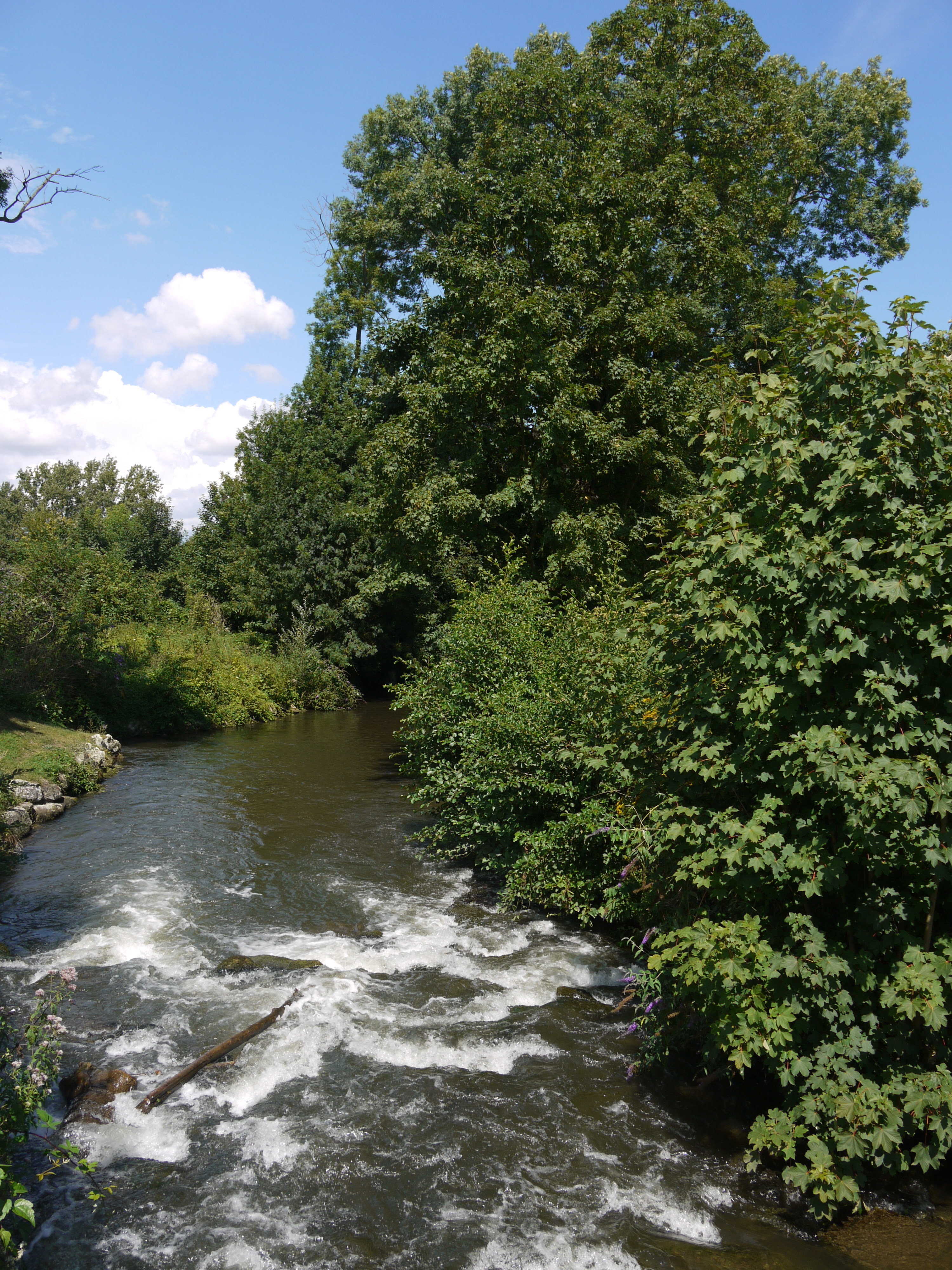
L'Essonne à Ballancourt.

L'Essonne est une rivière remarquablement régulière, contrairement à la plupart de ses voisines d'Île-de-France situées plus au nord (l'Orge par exemple), ou plus à l'est (le Loing). Elle est en effet largement alimentée par la nappe de Beauce, qui agit comme un puissant régulateur.
La nappe de Beauce a une capacité de stockage estimée à 20 milliards de m3, soit 20 km3 ou encore 18 fois le volume du lac d'Annecy... Elle joue un rôle régulateur du débit des rivières très important, car elle contribue à l'alimentation naturelle des cours d'eau qui lui sont liés, tels le Loing, le Loir, l'Essonne, la Conie, etc. Elle fournit à l'ensemble de ces cours d'eau une masse d'environ 500 millions de m3 par an en moyenne, soit 16 m3/s environ.

### L'Essonne à Ballancourt-sur-Essonne
Le débit de l'Essonne a été observé sur une période de 51 ans (1964-2014), à Ballancourt-sur-Essonne, localité du département de l'Essonne située à quelques kilomètres de son débouché dans la Seine. À cet endroit le bassin versant de la rivière est de 1 870 km2 et à 46 m d'altitude.
Le module de la rivière à Ballancourt-sur-Essonne est de 8,17 m3/s.
L'Essonne présente des fluctuations saisonnières de débit très peu importantes, avec des hautes eaux d'hiver-printemps portant le débit mensuel moyen au niveau de 9,30 à 9,50 m3/s, de décembre à début mai inclus (avec un maximum en janvier-février), et des basses eaux d'été de juillet à septembre, avec une légère baisse du débit moyen mensuel jusqu'à 6,72 m3/s au mois d'août.

### Étiage ou basses-eaux
Le VCN3 peut chuter jusque 4,3 m3/s, en cas de période quinquennale sèche, ce qui reste très élevé comparé à ce que subissent la grande majorité des cours d'eau du bassin de la Seine et d'ailleurs en France.

### Crues
Les crues sont elles aussi peu importantes. Ainsi le débit instantané maximal enregistré a été de 28,1 m3/s le 15 avril 1983, tandis que la valeur journalière maximale était de 27,7 m3/s le 15 avril de la même année. 
Le QIX 10 est de 18 m3/s, le QIX 20 de 21 m3/s et le QIX 50 de 23 m3/s. Les QIX 2 et QIX 5 valent respectivement 13 et 16 m3/s. D'où il ressort que les crues d'avril 1983 étaient cinquantennale.

### Lame d'eau et débit spécifique
L'Essonne est une rivière pas très abondante mais régulière, alimentée avant tout par la nappe souterraine, dite nappe de Beauce, ainsi que par des précipitations modérées. La lame d'eau écoulée dans son bassin versant est de 138 millimètres annuellement, ce qui est faible, nettement inférieur tant à la moyenne de la totalité du bassin de la Seine (240 millimètres), qu'à la moyenne d'ensemble de la France. Le débit spécifique (ou Qsp) atteint 4,4 litres par seconde et par kilomètre carré de bassin.

## Gestion de la rivière
Depuis son entrée dans le département de l’Essonne jusqu'à sa confluence avec la Seine, la rivière est gérée par le Syndicat intercommunal d'aménagement de réseaux et de cours d'eau (SIARCE).